# Stade des Moneghetti
Stade des Moneghetti – stadion piłkarski w Monako. Jest obecnie używany głównie dla meczów piłki nożnej w rozgrywkach Challenge Prince Rainier III, Challenge Monégasque i Trophée Ville de Monaco.